# Royal Rumble 2021
Royal Rumble (2021) was de 34ste professioneel worstel-pay-per-view (PPV) en WWE Network evenement van Royal Rumble dat georganiseerd werd door WWE hun Raw en SmackDown brands. Het evenement vond plaats op 31 januari 2021 in het Tropicana Field, gehost en uitgezonden vanuit de WWE ThunderDome in St. Petersburg, Florida.

## Matches
| Nr. | Match                                                                                                | Winnaar(s)                    | Opmerkingen                                                   | Bron  |
| --- | --- | ----------------------------- | ------------------------------------------------------------- | ----- |
| 1   | Asuka & Charlotte Flair (c) vs. Nia Jax & Shayna Baszler                                             | Nia Jax & Shayna Baszler (nc) | Tag Team match voor het WWE Women's Tag Team Championship.    | [ 3 ] |
| 2   | Goldberg vs. Drew McIntyre (c)                                                                       | Drew McIntyre                 | Eén-op-één match voor het WWE Championship.                   | [ 3 ] |
| 3   | Sasha Banks (c) vs. Carmella                                                                         | Sasha Banks                   | Eén-op-één match voor het WWE SmackDown Women's Championship. | [ 3 ] |
| 4   | Women's Royal Rumbe match voor een vrouwenkampioenschapswedstrijd bij het evenement WrestleMania 37. | Bianca Belair                 | Bianca Belair won door Rhea Ripley als laatste te elimineren. | [ 3 ] |
| 5   | Roman Reigns (met Paul Heyman) (c) vs. Kevin Owens                                                   | Roman Reigns                  | Eén-op-één match voor het WWE Universal Championship.         | [ 3 ] |
| 6   | Men's Royal Rumble match voor een wereldkampioenschapswedstrijd bij het evenement WrestleMania 37.   | Edge                          | Edge won door Randy Orton als laatste te elimineren.          | [ 3 ] |

### Women's Royal Rumble match
| Nr. | Entree            | Brand      | Orde | Geëlimineerd door            | Eliminaties | Tijd  |
| --- | ----------------- | ---------- | ---- | ---------------------------- | ----------- | ----- |
| 1   | Bayley            | SmackDown  | 12   | Bianca Belair                | 1           | 29:08 |
| 2   | Naomi             | Raw        | 22   | Nia Jax en Shayna Baszler    | 0           | 47:39 |
| 3   | Bianca Belair     | SmackDown  | —    | Winnaar                      | 4           | 56:52 |
| 4   | Billie Kay        | SmackDown  | 3    | Ruby Riott en Liv Morgan     | 1           | 08:11 |
| 5   | Shotzi Blackheart | NXT        | 1    | Shayna Baszler               | 0           | 02:46 |
| 6   | Shayna Baszler    | Raw        | 24   | Nia Jax                      | 6           | 41:46 |
| 7   | Toni Storm        | NXT        | 4    | Rhea Ripley                  | 0           | 11:21 |
| 8   | Jillian Hall      | Free agent | 2    | Billie Kay                   | 0           | 08:03 |
| 9   | Ruby Riott        | SmackDown  | 7    | Bayley                       | 1           | 10:53 |
| 10  | Victoria          | Free agent | 5    | Shayna Baszler               | 0           | 07:15 |
| 11  | Peyton Royce      | Raw        | 10   | Charlotte Flair              | 1           | 13:40 |
| 12  | Santana Garrett   | NXT        | 6    | Rhea Ripley                  | 0           | 04:32 |
| 13  | Ruby Riott        | SmackDown  | 8    | Peyton Royce                 | 1           | 06:37 |
| 14  | Rhea Ripley       | NXT        | 29   | Bianca Belair                | 7           | 39:06 |
| 15  | Charlotte Flair   | Raw        | 28   | Rhea Ripley en Bianca Belair | 1           | 33:47 |
| 16  | Dana Brooke       | Raw        | 9    | Rhea Ripley                  | 0           | 02:58 |
| 17  | Torrie Wilson     | HOF        | 11   | Shayna Baszler               | 0           | 03:59 |
| 18  | Lacey Evans       | Raw        | 20   | Shayna Baszler               | 1           | 19:21 |
| 19  | Mickie James      | Raw        | 14   | Lacey Evans                  | 0           | 07:20 |
| 20  | Nikki Cross       | Raw        | 17   | Carmella                     | 0           | 07:37 |
| 21  | Alicia Fox        | Free agent | 13   | Mandy Rose                   | 0           | 01:48 |
| 22  | Mandy Rose        | Raw        | 16   | Rhea Ripley                  | 1           | 03:49 |
| 23  | Dakota Kai        | NXT        | 15   | Rhea Ripley                  | 0           | 02:06 |
| 24  | Carmella          | SmackDown  | 18   | Tamina                       | 1           | 00:47 |
| 25  | Tamina            | SmackDown  | 23   | Nia Jax and Shayna Baszler   | 1           | 08:31 |
| 26  | Lana              | Raw        | 26   | Natalya                      | 1           | 09:58 |
| 27  | Alexa Bliss       | Raw        | 19   | Rhea Ripley                  | 0           | 01:02 |
| 28  | Ember Moon        | NXT        | 21   | Nia Jax                      | 0           | 01:51 |
| 29  | Nia Jax           | Raw        | 25   | Lana                         | 4           | 02:44 |
| 30  | Natalya           | SmackDown  | 27   | Bianca Belair                | 1           | 02:00 |

### Men's Royal Rumble match
| Nr. | Entree            | Brand      | Orde | Geëlimineerd door                        | Eliminaties | Tijd  |
| --- | ----------------- | ---------- | ---- | ---------------------------------------- | ----------- | ----- |
| 1   | Edge              | HOF        | —    | Winnaar                                  | 3           | 58:28 |
| 2   | Randy Orton       | Raw        | 29   | Edge                                     | 0           | 58:28 |
| 3   | Sami Zayn         | SmackDown  | 2    | Big E                                    | 0           | 13:04 |
| 4   | Mustafa Ali       | Raw        | 4    | Big E                                    | 1           | 13:18 |
| 5   | Jeff Hardy        | Raw        | 1    | Dolph Ziggler                            | 0           | 03:25 |
| 6   | Dolph Ziggler     | SmackDown  | 9    | Kane                                     | 1           | 20:30 |
| 7   | Shinsuke Nakamura | SmackDown  | 12   | King Corbin                              | 0           | 22:01 |
| 8   | Carlito           | Free agent | 5    | Elias                                    | 0           | 08:26 |
| 9   | Xavier Woods      | Raw        | 3    | Mustafa Ali                              | 0           | 03:42 |
| 10  | Big E             | SmackDown  | 19   | Omos                                     | 4           | 29:45 |
| 11  | John Morrison     | Raw        | 8    | Damian Priest                            | 0           | 08:14 |
| 12  | Ricochet          | Raw        | 10   | Kane                                     | 0           | 11:37 |
| 13  | Elias             | Raw        | 6    | Damian Priest                            | 1           | 02:30 |
| 14  | Damian Priest     | NXT        | 16   | Bobby Lashley                            | 4           | 15:34 |
| 15  | The Miz           | Raw        | 7    | Damian Priest                            | 0           | 01:02 |
| 16  | Riddle            | Raw        | 25   | Seth Rollins                             | 1           | 31:17 |
| 17  | Daniel Bryan      | SmackDown  | 24   | Seth Rollins                             | 1           | 28:50 |
| 18  | Kane              | Free agent | 11   | Damian Priest                            | 2           | 01:51 |
| 19  | King Corbin       | SmackDown  | 14   | Dominik Mysterio                         | 2           | 03:34 |
| 20  | Otis              | SmackDown  | 13   | King Corbin                              | 0           | 00:53 |
| 21  | Dominik Mysterio  | SmackDown  | 15   | Bobby Lashley                            | 1           | 02:00 |
| 22  | Bobby Lashley     | Raw        | 18   | Big E, Christian, Daniel Bryan en Riddle | 3           | 04:03 |
| 23  | The Hurricane     | Free agent | 17   | Big E en Bobby Lashley                   | 0           | 00:30 |
| 24  | Christian         | Free agent | 26   | Seth Rollins                             | 1           | 18:12 |
| 25  | AJ Styles         | Raw        | 23   | Braun Strowman                           | 0           | 10:27 |
| 26  | Rey Mysterio      | SmackDown  | 20   | Omos                                     | 0           | 03:47 |
| 27  | Sheamus           | Raw        | 22   | Braun Strowman                           | 0           | 05:56 |
| 28  | Cesaro            | SmackDown  | 21   | Braun Strowman                           | 0           | 04:10 |
| 29  | Seth Rollins      | SmackDown  | 28   | Edge                                     | 3           | 08:48 |
| 30  | Braun Strowman    | Raw        | 27   | Edge                                     | 3           | 07:24 |